# Podliský mlýn
Podliský mlýn (Fikejzův) ve Velké Ledské v okrese Rychnov nad Kněžnou je vodní mlýn, který stojí na řece Bělá východně od obce. Je chráněn jako nemovitá kulturní památka České republiky.

## Historie
Mlýn je zmíněn roku 1475. V roce 1577 je uváděn mlynář Mikuláš Prstka. Po roce 1990 byl přestavěn a slouží rekreaci.

## Popis
Mlýn tvoří komplex tří budov, které jsou postavené do tvaru písmene U otevřenou stranou k cestě. Dvůr je od cesty oddělen omítnutou zdí z lomového kamene s bránou a dřevěnými řezbovanými vraty. Vpravo od cesty se nachází hlavní budova, která sloužila jako obytný dům a mlýnice. Zděná přízemní stavba má bílou omítku a roubený štít, její sedlová střecha je krytá šindelem. V interiéru je v přední části obytná světnice, v zadní části mlýnice s dochovaným mlýnským zařízením.
V ohybu řeky bylo na místě původních dřevěných stavidel instalováno novější dělené stavidlo, které umožňuje regulovat přítok do mlýnského náhonu. Náhon napájí Ličenský mlýn a dál voda pokračuje k mlýnu ledskému. Podle plánu z roku 1853 mohl přivádět vodu i v době odstávky ličenského mlýna, protože bylo možno s pomocí stavidel napouštět mlýn přímo z řeky Bělé. V polovině cesty k mlýnu odbočuje z náhonu regulovatelný jalový odtok, který ústí do řeky Bělé. Původně se zde pravděpodobně nacházel rybník; ten sloužil jako rezerva v době nedostatku vody v náhonu od Ličenského mlýna. Horní kolo o průměru 3 metry pohánělo holendr, střední kolo stejné velikosti pohánělo obyčejné české složení a třetí kolo stejné velikosti krupník nebo jahelku. Před mlýnem ústilo dřevěné potrubí, které v případě dostatku vody zavlažovalo přilehlé louky. Nově zrekonstruované vodní stoky se za mlýnem spojují a ústí zpět do řeky.
Původně měl mlýn 3 vodní kola na vrchní vodu, v roce 1930 jen dvě (1. hltnost 0,15 m³/s, 2. hltnost 0,107 m³/s, obě spád 3,5 metru a celkový výkon 7,5 HP).